# Hélias Millerioux
Pas d'image ? Cliquez ici
Piolets d'or
Hélias Millerioux, né le 5 juillet 1987 à Paris, est un alpiniste et guide de haute montagne français. Il réalise des ascensions et ouvre des voies nouvelles dans le monde entier, dans les Alpes, dans l'Himalaya (au Pakistan et au Népal), et dans les Andes (en Argentine et au Pérou). Il reçoit un Piolet d'or en 2018 pour l'ascension de la face Sud du Nuptse.

## Biographie

### Jeunesse et formation
Hélias Millerioux effectue sa première sortie au col du Borgne (3 039 m), dans le massif de la Vanoise, en compagnie de son père, à l'âge de 11 ans. En 2009, à 21 ans, il intègre l'Équipe nationale d'alpinisme masculine (ENAM), puis le Groupe de haute montagne en 2011. Il est admis à l'École nationale de ski et d'alpinisme (ENSA) et devient guide de haute montagne à l'âge de 25 ans.

### Réalisations
En décembre 2012, il réalise l'ascension de la face Sud de l'Aconcagua (6 962 m, Argentine), en compagnie de Robin Revest, par la voie Française. Au printemps 2013, il gravit le mont McKinley (6 190 m, Alaska) en compagnie de Rémi Sfilio et Damien Tomasi, par une voie peu pratiquée : la voie des Tchécoslovaques (en anglais : Slovak Direct Route). L'ascension, qui dure 8 jours, est la première escalade libre de cette voie.
Du 23 avril au 4 juin 2014, il ouvre une nouvelle voie sur la face Ouest du Siula Chico (6 265 m), un sommet secondaire du Siula Grande dans la cordillère Huayhuash, au Pérou, avec ses compagnons du « gang des Moustaches ». Cette nouvelle voie technique est appelée Looking for the Void, en référence au livre de Joe Simpson, La Mort suspendue (en anglais : Touching the Void).
Le 11 juillet 2016, il ouvre – avec Yannick Graziani et l'Espagnol Ferrán Latorre (es) – une nouvelle voie sur le flanc du Diamir (face Ouest) du Nanga Parbat (8 125 m). Les deux hommes sont contraints de s'arrêter à 7 800 mètres, 300 m sous le sommet, en raison de vents violents. Redescendu au camp de base, il tente l'ascension - cette fois par la voie Kinshofer (voie normale) – en compagnie de Latorre et du Bulgare Boyan Petrov (en). Les trois hommes atteignent le sommet le 25 juillet.
La même année, en compagnie de Frédéric Degoulet, Benjamin Guigonnet et Robin Revest, avec qui il forme le « gang des Moustaches », Millerioux tente d'ouvrir une nouvelle voie dans la face sud du Nuptse (Nup II, 7 742 m). Après un premier échec en 2015, les quatre hommes sont contraints de renoncer à 7 450 m. De retour l'année suivante, Degoulet, Guigonnet et Millerioux parviennent au sommet. Cette ascension est récompensée en 2018 et les trois hommes reçoivent le Piolet d'or. À la suite de ce succès, il nomme son chat Nuptse.
Au printemps 2018, Hélias Millerioux participe à une expédition au Pakistan, en compagnie de Yannick Graziani et six autres skieurs et snowboarders. L'objectif de l'expédition est de descendre à ski la tour nord de la Biacherahi (environ 5 880 m). L'expédition est filmée et donne lieu à un documentaire Zabardast (54 min, 2018), réalisé par Jérôme Tanon.
En 2019, il réalise – en compagnie de Thomas Delfino, Alexandre Marchesseau et Grégory Douillard – une expédition de deux mois au Yukon et en Alaska. Ils atteignent le sommet du mont Logan (5 959 m) et effectuent la descente à ski,.